# Athen (Eponym)
Der Name der griechischen Hauptstadt Athen ist Eponym von Städten wie:

## Deutschland
- „Spree-Athen“ für Berlin (1706)
- „Deutsches Athen“ für Mannheim (zeitlich nach Berlin)
- „Isar-Athen“ für München[1]
- „Ilm-Athen“ für Weimar
- „Pleisse-Athen“ für Leipzig
- „Leine-Athen“ für Göttingen
- „Saale-Athen“ für Jena

## Außerhalb von Deutschland
- „Emajõe Ateena“ für Tartu in Estland („Embach-Athen“ für Dorpat)[2]
- „Athens of the North“ für Edinburgh in Schottland[3]